# Astana City

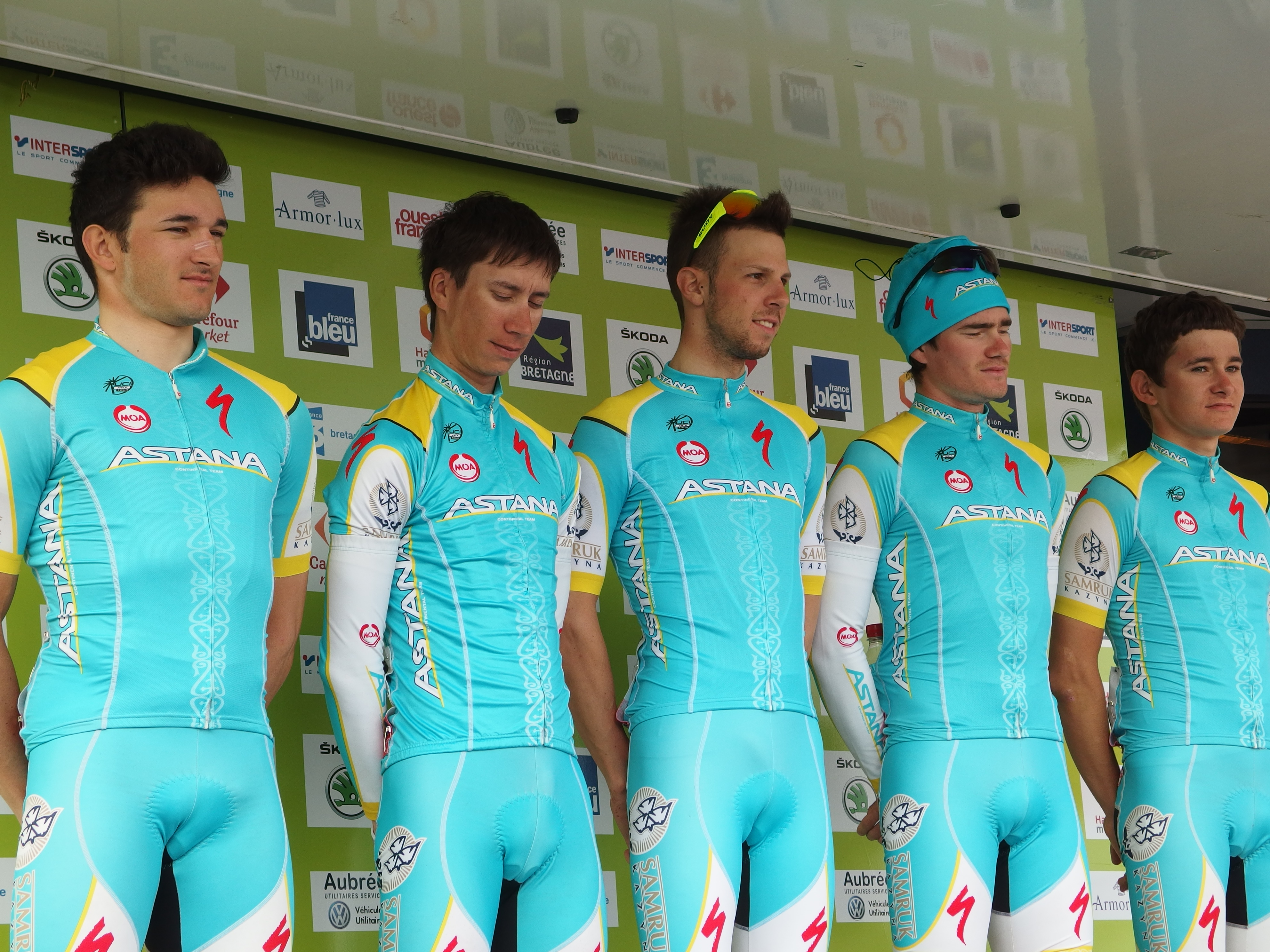
Equipe Astana Continental em 2014

Astana City (Código UCI: TSE) é uma equipe de ciclismo de estrada profissional patrocinada pela Samruk-Kazyna, uma coligação de empresas estatais do Cazaquistão em homenagem a sua cidade capital, Astana.

## Equipes

### 2016
| Integrantes da equipe 2016               | Integrantes da equipe 2016 | Integrantes da equipe 2016 | Integrantes da equipe 2016 |
| Ciclista                                 | Data de nascimento         | Equipe anterior            |                            |
| ---------------------------------------- | -------------------------- | -------------------------- | -------------------------- |
| Galym Akhmetov                           | 20 março 1995              |                            |                            |
| Yuriy Chsherbinin                        | 6 março 1996               |                            |                            |
| Vadim Galeyev                            | 7 fevereiro 1992           | Vino 4-ever (2015)         |                            |
| Pavel Gatskiy                            | 1 janeiro 1991             |                            |                            |
| Nurbolat Kulimbetov                      | 9 maio 1992                |                            |                            |
| Anton Kuzmin                             | 20 novembro 1996           |                            |                            |
| Sergey Luchshenko                        | 25 junho 1994              |                            |                            |
| Sultanmurat Miraliyev (1 jun.–31 dez.)   | 13 outubro 1990            |                            |                            |
| Yuriy Natarov                            | 28 dezembro 1996           |                            |                            |
| Matvey Nikitin                           | 2 julho 1992               |                            |                            |
| Nikita Panassenko (7 jun.–31 dez.)       | 18 março 1992              |                            |                            |
| Maxim Satlikov                           | 20 janeiro 1997            |                            |                            |
| Grigoriy Shtein                          | 6 março 1996               |                            |                            |
| Nikita Stalnow                           | 14 setembro 1991           |                            |                            |
| Vladimir Tsoy                            | 25 abril 1997              |                            |                            |
| Alisher Zhumakan (1 jun.–31 dez.)        | 17 janeiro 1997            |                            |                            |
|                                          |                            |                            |                            |
| Fontes: ProCyclingStats Cycling Archives |                            |                            |                            |

### 2015
| Integrantes da equipe 2015       | Integrantes da equipe 2015 | Integrantes da equipe 2015 | Integrantes da equipe 2015 |
| Ciclista                         | Data de nascimento         | Equipe anterior            |                            |
| -------------------------------- | -------------------------- | -------------------------- | -------------------------- |
| Galym Akhmetov                   | 20 março 1995              |                            |                            |
| Pavel Gatskiy                    | 1 janeiro 1991             |                            |                            |
| Nurbolat Kulimbetov              | 9 maio 1992                |                            |                            |
| Anton Kuzmin                     | 20 novembro 1996           |                            |                            |
| Yuriy Natarov                    | 28 dezembro 1996           |                            |                            |
| Matvey Nikitin                   | 2 julho 1992               |                            |                            |
| Nikita Panassenko                | 18 março 1992              |                            |                            |
| Roman Semyonov                   | 23 janeiro 1993            |                            |                            |
| Sergey Shemyakin                 | 31 agosto 1995             |                            |                            |
| Grigoriy Shtein                  | 6 março 1996               |                            |                            |
| Nikita Stalnow (1 ago.–31 dez.)  | 14 setembro 1991           |                            |                            |
| Artiom Zakharov (9 jun.–31 dez.) | 27 outubro 1991            | Vino 4ever (2014)          |                            |
|                                  |                            |                            |                            |
| Fonte: UCI                       |                            |                            |                            |

### 2014
| Integrantes da equipe 2014               | Integrantes da equipe 2014 | Integrantes da equipe 2014        | Integrantes da equipe 2014 |
| Ciclista                                 | Data de nascimento         | Equipe anterior                   |                            |
| ---------------------------------------- | -------------------------- | --------------------------------- | -------------------------- |
| Galym Akhmetov                           | 20 março 1995              |                                   |                            |
| Maxat Ayazbayev                          | 27 janeiro 1992            |                                   |                            |
| Marco Benfatto                           | 6 janeiro 1988             | Idea 2010 (2012)                  |                            |
| Zhandos Bizhigitov                       | 10 junho 1991              |                                   |                            |
| Ilya Davidenok (1 jan.–16 out., Nota)    | 19 abril 1992              |                                   |                            |
| Artur Fedosseyev                         | 29 janeiro 1994            |                                   |                            |
| Vadim Galeyev                            | 7 fevereiro 1992           |                                   |                            |
| Pavel Gatskiy                            | 1 janeiro 1991             |                                   |                            |
| Abdraimzhan Ishanov                      | 10 abril 1990              |                                   |                            |
| Bakhtiyar Kozhatayev                     | 28 março 1992              |                                   |                            |
| Nurbolat Kulimbetov                      | 9 maio 1992                |                                   |                            |
| Tilegen Maidos                           | 10 junho 1993              |                                   |                            |
| Nikita Panassenko (1 jul.–31 dez.)       | 18 março 1992              |                                   |                            |
| Yerlan Pernebekov (1 jan.–17 mar., Nota) | 16 junho 1995              |                                   |                            |
| Viktor Okishev                           | 4 fevereiro 1994           |                                   |                            |
| Dmitriy Rive (19 fev.–31 dez.)           | 19 abril 1995              |                                   |                            |
| Michele Scartezzini                      | 10 janeiro 1992            | Trevigiani Dynamon Bottoli (2013) |                            |
| Roman Semyonov                           | 23 janeiro 1993            |                                   |                            |
| Sergey Shemyakin                         | 31 agosto 1995             |                                   |                            |
|                                          |                            |                                   |                            |
| Fonte: ProCyclingStats                   |                            |                                   |                            |

Nota: Ilya Davidenok, suspended by the UCI for doping
Nota: Yerlan Pernebekov, morte

### 2013
| Integrantes da equipe 2013                 | Integrantes da equipe 2013 | Integrantes da equipe 2013 | Integrantes da equipe 2013 |
| Ciclista                                   | Data de nascimento         | Equipe anterior            |                            |
| ------------------------------------------ | -------------------------- | -------------------------- | -------------------------- |
| Tynys Akanov                               | 3 setembro 1992            |                            |                            |
| Maxat Ayazbayev                            | 27 janeiro 1992            |                            |                            |
| Marco Benfatto                             | 6 janeiro 1988             | Idea 2010 (2012)           |                            |
| Zhandos Bizhigitov                         | 10 junho 1991              |                            |                            |
| Ilya Davidenok                             | 19 abril 1992              |                            |                            |
| Daniil Fominykh                            | 28 agosto 1991             |                            |                            |
| Vladislav Gorbunov                         | 7 dezembro 1991            |                            |                            |
| Abdraimzhan Ishanov                        | 10 abril 1990              |                            |                            |
| Nazar Jumabekov                            | 3 janeiro 1987             | Ulan (2008)                |                            |
| Bakhtiyar Kozhatayev                       | 28 março 1992              |                            |                            |
| Nurbolat Kulimbetov                        | 9 maio 1992                |                            |                            |
| Tilegen Maidos                             | 10 junho 1993              |                            |                            |
| Yevgeniy Nepomnyachshiy                    | 12 março 1987              | Astana (2012)              |                            |
| Sergey Renev                               | 3 fevereiro 1985           | Astana (2012)              |                            |
| Roman Semyonov                             | 23 janeiro 1993            |                            |                            |
| Nikita Umerbekov                           | 14 setembro 1991           |                            |                            |
| Artur Fedosseyev (1 ago.–31 dez., trainee) | 29 janeiro 1994            |                            |                            |
| Viktor Okishev (1 ago.–31 dez., trainee)   | 4 fevereiro 1994           |                            |                            |
|                                            |                            |                            |                            |
| Fonte: UCI                                 |                            |                            |                            |

Nota: Tynys Akanov

### 2012
| Integrantes da equipe 2012 | Integrantes da equipe 2012 | Integrantes da equipe 2012 | Integrantes da equipe 2012 |
| Ciclista                   | Data de nascimento         | Equipe anterior            |                            |
| -------------------------- | -------------------------- | -------------------------- | -------------------------- |
| Tynys Akanov               | 3 setembro 1992            |                            |                            |
| Maxat Ayazbayev            | 27 janeiro 1992            |                            |                            |
| Miras Bederbekov           | 15 setembro 1989           |                            |                            |
| Alexandr Shushemoin        | 23 fevereiro 1987          | Ulan (2008)                |                            |
| Ilya Davidenok             | 19 abril 1992              |                            |                            |
| Daniil Fominykh            | 28 agosto 1991             |                            |                            |
| Vladislav Gorbunov         | 7 dezembro 1991            |                            |                            |
| Abdraimzhan Ishanov        | 10 abril 1990              |                            |                            |
| Nazar Jumabekov            | 3 janeiro 1987             | Ulan (2008)                |                            |
| Arman Kamyshev             | 14 março 1991              |                            |                            |
| Kanstantin Klimiankou      | 3 agosto 1989              |                            |                            |
| Nurbolat Kulimbetov        | 9 maio 1992                |                            |                            |
| Alexey Lutsenko            | 7 setembro 1992            |                            |                            |
| Roman Semyonov             | 23 janeiro 1993            |                            |                            |
| Ruslan Tleubayev           | 3 julho 1987               | Ulan (2008)                |                            |
| Nikita Umerbekov           | 14 setembro 1991           |                            |                            |
|                            |                            |                            |                            |
| Fonte: UCI                 |                            |                            |                            |

Nota: Tynys Akanov